# Paloma Sánchez
Paloma Sánchez Ortega (Madrid, 5 marzo 1967) è un'ex cestista spagnola.

## Carriera
Con la Spagna ha disputato il Campionato mondiale del 1994 e due edizioni dei Campionati europei (1993, 1995).